# NFL sezona 1962.
NFL sezona 1962. je 43. po redu sezona nacionalne lige američkog nogometa. 
Sezona je počela 16. rujna 1962. Utakmica za naslov prvaka NFL lige odigrana je 30. prosinca 1962. u New Yorku na Yankee Stadiumu. U njoj su se sastali pobjednici istočne konferencije New York Giantsi i pobjednici zapadne konferencije Green Bay Packersi. Pobijedili su Packersi rezultatom 16:7 i osvojili svoj osmi naslov prvaka NFL-a. U utakmici za treće mjesto (Playoff Bowlu) Detroit Lionsi su pobijedili Pittsburgh Steelerse 17:10.

## Poredak po divizijama na kraju regularnog dijela sezone
| Istočna konferencija |     |     |     |      |     |     |
| Momčad               | Pob | Por | Ner | %    | P+  | P-  |
| New York Giants*     | 12  | 2   | 0   | 85,7 | 398 | 283 |
| Pittsburgh Steelers  | 9   | 5   | 0   | 64,3 | 312 | 363 |
| Cleveland Browns     | 7   | 6   | 1   | 53,8 | 291 | 257 |
| Washington Redskins  | 5   | 7   | 2   | 41,7 | 305 | 376 |
| Dallas Cowboys       | 5   | 8   | 1   | 38,5 | 398 | 402 |
| St. Louis Cardinals  | 4   | 9   | 1   | 30,8 | 287 | 361 |
| Philadelphia Eagles  | 3   | 10  | 1   | 23,1 | 282 | 356 |

| Zapadna konferencija |     |     |     |      |     |     |
| Momčad               | Pob | Por | Ner | %    | P+  | P-  |
| Green Bay Packers*   | 13  | 1   | 0   | 92,9 | 415 | 148 |
| Detroit Lions        | 11  | 3   | 0   | 78,6 | 315 | 177 |
| Chicago Bears        | 9   | 5   | 0   | 64,3 | 321 | 287 |
| Baltimore Colts      | 7   | 7   | 0   | 50,0 | 293 | 288 |
| San Francisco 49ers  | 6   | 8   | 0   | 42,9 | 282 | 331 |
| Minnesota Vikings    | 2   | 11  | 1   | 15,4 | 254 | 410 |
| Los Angeles Rams     | 1   | 12  | 1   | 7,7  | 220 | 334 |

Napomena: * - pobjednici konferencije, % - postotak pobjeda, P± - postignuti/primljeni poeni

## Doigravanje

### Prvenstvena utakmica NFL-a
- 30. prosinca 1962. Green Bay Packers - New York Giants 16:7

### Playoff Bowl
- 6. siječnja 1963. Detroit Lions - Pittsburgh Steelers 17:10

## Nagrade za sezonu 1962.
- Najkorisniji igrač (MVP) - Jim Taylor, running back, Green Bay Packers
- Trener godine - Allie Sherman, New York Giants

## Statistika

### Statistika po igračima

#### U napadu
- Najviše jarda dodavanja: Sonny Jurgensen, Philadelphia Eagles - 3261
- Najviše jarda probijanja: Jim Taylor, Green Bay Packers - 1474
- Najviše uhvaćenih jarda dodavanja: Bobby Mitchell, Washington Redskins - 1384

#### U obrani
- Najviše presječenih lopti: Willie Wood, Green Bay Packers - 9

### Statistika po momčadima

#### U napadu
- Najviše postignutih poena: Green Bay Packers - 415 (29,6 po utakmici)
- Najviše ukupno osvojenih jarda: New York Giants - 357,5 po utakmici
- Najviše jarda osvojenih dodavanjem: Philadelphia Eagles - 241,8 po utakmici
- Najviše jarda osvojenih probijanjem: Green Bay Packers - 175,7 po utakmici

#### U obrani
- Najmanje primljenih poena: Green Bay Packers - 148 (10,6 po utakmici)
- Najmanje ukupno izgubljenih jarda: Detroit Lions - 229,8 po utakmici
- Najmanje jarda izgubljenih dodavanjem: Green Bay Packers - 124,7 po utakmici
- Najmanje jarda izgubljenih probijanjem: Detroit Lions - 87,9 po utakmici

## Vanjske poveznice
- Pro-Football-Reference.com, statistika sezone 1962. u NFL-u
- NFL.com, sezona 1962.